# Moh Saïd Oubelaïd
Moh Saïd Oubelaïd, de son vrai nom, Larbi Mohamed Saïd,  né le 19 février 1923 à Bounouh et mort le 1er mars 2000 à Azeffoun, est un auteur-compositeur-interprète algérien d'expression Kabyle.

## Biographie
Né le 19 février 1923 au village Amalou, commune de Bounouh (dans l'ex-commune mixte de Draâ El Mizan, « arch » des Aït-Smail).
Exclu de l’école après une querelle avec un fils de Caïd, Mohamed Saïd se consacre aux travaux des champs et devient berger à l’instar de tous les montagnards. 
A l’âge de 15 ans, il rompe avec ce train de vie et chute à Alger où il travaillera comme garçon de café à El Harrach. C’est dans cette localité qu’il rencontra et fit la connaissance du célèbre chanteur Dahmane El Harrachi. 
Au mois de juin de l’année 1946, il quitte sa famille , et embarque pour la France à bord de « Sidi Aissa », un bateau qui mit trois jours de traversée et c’est à Issy-Les Moulineaux (Département 92) où son frère aîné gérait un café, qu’il entra de plain-pied dans le monde de la chanson. 
Là-bas en terre d’exil, il travaillait dur et s’occupait des activités politiques puisqu’il était militant du Parti du peuple algérien-Mouvement pour le triomphe des libertés démocratiques (PPA-MTLD). 
Alors qu'il vivait à Issy les Moulineaux, il tomba amoureux d'une Française avec qui il fonda une famille. De cette union sont nés 5 enfants : Amar (1954), Malika (1955), Ourdia (1956), Noura (1957) et Djamal (1959).
La chanson ne viendra qu’à partir de 1953 en enregistrant 5 disques à la maison PHILIPS dont « Barka-k tissit n crab (Arrêtes la consommation de l’alcool) » car pour lui, l’alcool empêche la prise de conscience révolutionnaire.
Ce fut à ce titre, le premier chanteur algérien à être édité dans la prestigieuse maison PHILIPS. Il enregistra ensuite chez Pathé-Marconi.
Après le déclenchement de la guerre de libération nationale, de retour au pays pour rejoindre le maquis, Krim Belkacem le rencontre pour lui dire : « Toi, tu ne dois pas être au maquis, tu es chanteur et tu peux te déplacer à ta guise en France ; le Révolution à besoin de toi là-bas pour sensibiliser par le verbe et aider avec l’argent ». En bon militant de la cause nationale, il repart une nouvelle fois à Paris où il a acheté un café qu’il transforme en un lieu de rencontre de tous les artistes et servait également de gîte pour les militants du FLN (Front de libération nationale). Il eut des démêlés aussi bien avec les militants du Mouvement national algérien (MNA) qu’avec la police française, qui l’arrêta en 1958, alors qu'il était avec son fils Amar(4 ans), en train de faire des achats au monoprix de Boulogne-Billancourt. Il passa deux ans dans les prisons de Boulogne-Billancourt (France), d’Annaba et de Constantine (Bebérie Centrale).
Tous ses biens furent saisis par la police française et sa femme et ses enfants furent pris en charge par la Croix Rouge Française.
Il ne fut autorisé à revenir en France qu'à la fin des années 60. 
A l’indépendance, il s’est consacré pleinement à l’art en produisant plusieurs chansons, dans lesquelles il chante la misère, les souffrances de ses compatriotes, la nostalgie et l’amour, parmi elles sa célèbre chanson : « abaḥri siweḍ-asen slam i warrac ak n tmurt-iw » en hommage à la Kabylie pour les affres qu’elle a subies durant la guerre de libération.

## Triste fin du chanteur
Déçu, il quitta la Kabylie et séjourna en France jusqu’en 1980. 
Ses dernières années de sa vie dans son pays, il les passa dans des conditions difficiles. Un drame familial l'ayant obligé à quitter les siens, il se retrouva livré à lui-même, vivant dans des hôtels mena une vie de troubadour, sans aucune considération ou prise en charge par les autorités concernées, jusqu’à sa mort dans des conditions troubles. 
Son corps a été découvert le 3 mars 2000 au lieu-dit sidi Koriche, à proximité de la ville côtière d’Azeffoun.
Selon les témoignages de nombreux citoyens, rapportés par des quotidiens algériens , notamment Liberté du lundi 6 mars 2000, Moh Saïd Oubelaïd a été assassiné. Son corps n'a été retrouvé, « accidentellement », que quatre jours plus tard, à moitié enseveli, au bord de la mer.
Il sera inhumé, après une enquête et formalités nécessaires, le dimanche 5 mars, dans son village natal. 

## Discographie
| Adyar indnisiskar          | LP   | SANTANA DISQUES | 6020 MY    |
| Barquette tissite nachraba | 78tA | PHILIPS         | P 78.082 H |
| Inasse inasse              | 78tA | PHILIPS         | P 78.081 H |

## Liensexternes
- , Mohand-said-oubelaid : parti, la mort dans l'âme.
- , Mohand Saïd U Belaïd, La voix de l’errance.
- , Hommage au chanteur Moh Saïd Oubelaïd.
- ,Mohand Said Oubelaid.
- ,Mohand Said Oubelaid. Triste fin d'un chanteur.